# 马塞兰迪亚
马塞兰迪亚是巴西马托格罗索州的一个市镇。总面积12294.144平方公里，总人口14080人，人口密度1.1人/平方公里。